# Euphorbia ecklonii
Euphorbia ecklonii es una especie fanerógama perteneciente a la familia de las euforbiáceas.  Es originaria de Sudáfrica.

## Descripción
Es un arbusto enano con hojas suculentas que alcanza un tamaño de 10 cm de altura. Se encuentra en Sudáfrica a una altitud de 90 - 150 metros.

## Taxonomía
Euphorbia ecklonii fue descrita por (Klotzsch & Garcke) Baill. y publicado en Adansonia 3: 144. 1863.
Etimología
Euphorbia: nombre genérico que deriva del médico griego del rey Juba II de Mauritania (52 a 50 a. C. - 23), Euphorbus, en su honor – o en alusión a su gran vientre –  ya que usaba médicamente Euphorbia resinifera. En 1753 Carlos Linneo asignó el nombre a todo el género.
ecklonii: epíteto otorgado en honor del farmacéutico, botánico y colector de plantas danés Christian Friedrich Ecklon (1795-1868), quien realizó herborizaciones en la Provincia del Cabo en Sudáfrica.
Sinonimia
- Euphorbia pistiifolia Boiss.
- Tithymalus ecklonii Klotzsch & Garcke[6][1]